# Komorówko (województwo dolnośląskie)
Komorówko – wieś w Polsce położona w województwie dolnośląskim, w powiecie trzebnickim, w gminie Trzebnica.

## Podział administracyjny
W latach 1975–1998 miejscowość administracyjnie należała do województwa wrocławskiego.

## Nazwa
W 1936 roku władze hitlerowskie zmieniły nazwę wsi na Waldkirch.